# Aktienbrauerei
Aktienbrauerei (ältere Schreibweise Actien-Brauerei) bezeichnet eine Brauerei, die im Besitz mehrerer Eigentümer mit einem anteiligen begrenzten Kapitalgrundstock (Aktie) befindet. Wie in früheren Jahrhunderten im Bergbau eingeführt, wurden vor allem im 19. Jahrhundert Bierbrauereien so bezeichnet. Die Aktienbrauereien grenzten sich von den herkömmlichen bürgerlichen Biergenossenschaften oder Braukommunen, die in der Regel an den Besitz eines Hauses in der betreffenden Stadt gebunden waren, und von den herrschaftlichen Brauereien ab. Die Aktienbrauereien konnten Neugründungen sein oder durch die Umwandlung bestehender Brauereien entstehen. 

## Geschichte
In vielen hochmittelalterlichen Städten konnten die Bürger neben den Hofbrauhäusern und Klosterbrauereien vielfach die Braugerechtigkeit erlangen. Die brauberechtigten Hausbesitzer brauten das Bier im eigenen Haus und schenkten es dort zu festgelegten Tagen abwechselnd aus („Reihebrauen“). Effizientere Kommunbrauhäuser lösten später die häusliche Brautätigkeit ab, indem Braukommunen gebildet wurden. Das Meilenrecht sicherte den damaligen Absatzmarkt hinlänglich.
Das 19. Jahrhundert war geprägt durch steigende Nachfrage, neue Produktionsmethoden (Kältetechnik, untergärige Hefe), neue Transportmethoden (Eisenbahn) und dadurch drastisch erweiterte Absatzmärkte. Die dazu nötigen Investitionen in den Ausbau der Braugebäude und den Anschluss ans Eisenbahnnetz benötigten neue Finanzierungsinstrumente und Rechtsträger wie etwa die neu geschaffenen Aktienbrauereien.
Im 20. und 21. Jahrhundert wurden die Aktienbrauereien durch Verstaatlichungen (1945 bis 1947 im Ostblock), Reprivatisierungen und Übernahme durch Konzerne aufgelöst.

## Bekannte Aktienbrauereien
Die Jahreszahlen beziehen sich auf den Existenz-Zeitraum als Aktienbrauerei im klassischen Sinn:
| Land        | Ort                      | Aktienbrauerei                                                                            | seit | bis   |
| ----------- | ------------------------ | ----------------------------------------------------------------------------------------- | ---- | ----- |
| Deutschland | Bad Homburg vor der Höhe | Actien-Brauerei Homburg v. d. Höhe                                                        | 1888 | 1919  |
| Deutschland | Bayreuth                 | Bayreuther Bierbrauerei AG                                                                | 1872 | heute |
| Deutschland | Berlin                   | Aktien-Brauerei-Gesellschaft Friedrichshöhe                                               | 1871 | 1991  |
| Deutschland | Bremen                   | Hemelinger Actien Brauerei                                                                | 1876 | 1985  |
| Deutschland | Bremerhaven              | Karlsburg-Brauerei                                                                        | 1891 | 1974  |
| Deutschland | Chemnitz                 | Feldschlößchen-Brauerei AG (Braustolz)                                                    | 1889 | 2017  |
| Deutschland | Dortmund                 | Dortmunder Actien-Brauerei                                                                | 1872 | 2002  |
| Deutschland | Dresden                  | Actienverein der Societätsbrauerei zu Dresden                                             | 1836 | 1946  |
| Deutschland | Plauen (Dresden)         | Actien-Bierbrauerei zu Reisewitz                                                          | 1868 | 1930  |
| Deutschland | Frankfurt am Main        | Frankfurter Bierbrauerei-Gesellschaft vorm. Heinrich Henninger & Söhne                    | 1881 | ?     |
| Deutschland | Görlitz                  | Görlitzer Actienbrauerei (heute: Landskron Brau-Manufaktur)                               | 1869 | heute |
| Deutschland | Hannover                 | Hannoversche Actien-Brauerei                                                              | 1871 | 1906  |
| Deutschland | Hannover                 | Lindener Aktien-Brauerei                                                                  | 1871 | 1968  |
| Deutschland | Kaufbeuren               | Aktienbrauerei Kaufbeuren                                                                 | 1885 | 2017  |
| Deutschland | Kiel                     | Kieler Actien-Brauerei                                                                    | 1872 | 1930  |
| Deutschland | Königsberg (Preußen)     | Actien-Gesellschaft Brauerei Ponarth in Königsberg (Pr)                                   | 1884 | 1945  |
| Deutschland | Liegnitz                 | Liegnitzer Actien-Brauerei                                                                | 1922 | 1945  |
| Deutschland | Löbau                    | Actien-Brauerei Löbau (spätere Bergquell-Brauerei Löbau)                                  | 1888 | 1945  |
| Deutschland | Ludwigshafen am Rhein    | Aktienbrauerei Bürgerbräu                                                                 | 1861 | 1979  |
| Deutschland | Magdeburg                | Actien-Brauerei Neustadt-Magdeburg                                                        | 1871 | 1947  |
| Deutschland | Mainz                    | Mainzer Aktien Bierbrauerei                                                               | 1859 | 1982  |
| Deutschland | Memel                    | Memeler Aktien Bierbrauerei                                                               | 1871 | 1945  |
| Deutschland | Merzig                   | Aktienbrauerei Merzig                                                                     | 1864 | 1987  |
| Deutschland | Neuensalz, Plauen        | Sternquell Actienbrauerei zu Plauen                                                       | 1857 | 1946  |
| Deutschland | Tilsit                   | Tilsiter Actienbrauerei                                                                   | 1870 | 1945  |
| Schweiz     | Basel                    | Actienbrauerei Basel - Brasserie par actions Bâle (später Anker-Bier)                     | 1883 | 1964  |
| Schweiz     | Thun                     | Aktienbrauerei Thun                                                                       | 1897 | 1904  |
| Schweiz     | Zürich                   | Zusammenschluss von Schweizer Brauereien, Löwenbräu Zürich AG                             | 1890 | 1984  |
| Tschechien  | Budweis                  | Böhmische Aktienbrauerei (Český akciový pivovar)                                          | 1895 | 1945  |
| Tschechien  | Litovel                  | Bäuerliche Aktienbrauerei Litovel (Rolnický akciový pivovar v Litovli)                    | 1893 | 1945  |
| Tschechien  | Olmütz                   | Hannaker Bäuerliche Aktienbrauerei (Hanácký akciový pivovar rolnický)                     | 1896 | 1945  |
| Tschechien  | Ostrava                  | Tschechische Aktienbrauerei in Mährisch Ostrau (Český akciový pivovar v moravské Ostravě) | 1896 | 1945  |
| Tschechien  | Prag                     | Aktienbrauerei in Prag-Smichov (Akciový pivovar Praha-Smíchov)                            | 1869 | 1945  |